# Lilla Klingertjärnen
Lilla Klingertjärnen är en sjö i Ljusdals kommun i Hälsingland och ingår i Delångersåns huvudavrinningsområde. Sjön är 7 meter djup, har en yta på 0,01 kvadratkilometer och är belägen 320 meter över havet.